# Paramount Theatre (New York)
Pour les articles homonymes, voir Paramount Theatre.
Le Paramount Theatre était une salle de cinéma et une salle de spectacle de 3 664 places situé entre la 43e Rue et Broadway sur Times Square, à Midtown Manhattan, ville de New York.
Ouvert en 1926, c'était un cinéma vitrine et le siège new-yorkais de Paramount Pictures. Adolph Zukor, fondateur du prédécesseur de Paramount, Famous Players Film Company, a conservé un bureau dans le bâtiment jusqu'à sa mort en 1976. Le Paramount Theatre est ensuite devenu une salle de spectacle populaire. Il ferme en 1964 et est converti en bureaux et en commerces de détail. Le gratte-ciel qui l'abritait, connu sous le nom de Paramount Building, 1501 Broadway, est utilisé à des fins commerciales comme immeuble de bureaux et abrite toujours les bureaux de Paramount Pictures.
À la suite de la fermeture du Times Square Paramount Theatre, deux autres cinémas de Manhattan ont porté le même nom : le Paramount Theatre at Madison Square Garden et une salle de cinéma aujourd'hui démolie au Gulf and Western Building (15 Columbus Circle). Le Brooklyn Paramount Theater (en), également à New York, a ouvert ses portes en 1928.

## Histoire
Le Paramount Theatre ouvre ses portes le 19 novembre 1926, avec la première de God Gave Me Twenty Cents (en) d'Herbert Brenon, produit par John Murray Anderson, avec des invités comme Jimmy Walker, Thomas Edison, Will H. Hays et Florenz Ziegfeld Jr.
Les peintures murales du dôme, du Grand Hall et de la salle élisabéthaine ont été peintes par l'artiste Louis Grell (en), basé à Chicago. Grell était connu pour ses peintures murales des années 1920 et 1930 dans de nombreux cinémas conçus par Rapp and Rapp de la chaîne Paramount-Publix.
L'intérieur était décoré dans le style français. Dans le hall d'entrée, une rotonde en forme de dôme mesurant 15 m de haut était soutenue par des colonnes de marbre veiné sur des bases noir et or. Un « Hall des Nations » se trouvait juste après la rotonde. Ce Hall des Nations contenait des roches provenant de 37 pays, accompagnées de plaques explicatives ainsi qu'un buste de Thomas Edison. Au-delà se trouvait une grande salle le long de la 43e Rue, calquée sur la chapelle de Versailles et mesurant 150 pieds (46 m) de long sur 50 pieds (15 m) de large. Les caractéristiques du hall ont également été inspirées par celles du hall de l'Opéra de Paris, avec des colonnes en marbre blanc, des balustrades et un grand escalier flanquant le couloir. Le plafond voûté s'élevait à une hauteur de 50 pieds (15 m) et comportait une fresque murale du Roi Soleil. Les ascenseurs étaient reliés aux mezzanines du Paramount Theatre et à un salon au sous-sol. Un énorme lustre en cristal était suspendu au plafond.[réf. nécessaire]
L'auditorium de 3 664 places se trouvait à l'arrière du bâtiment. Il mesurait 10 étages, avec trois niveaux de sièges sur balcon, ainsi qu'une promenade permettant aux visiteurs de regarder le théâtre depuis le haut. L'orchestre était à l'extrémité sud, la scène était à l'extrémité nord. La salle était décorée dans les tons rose, turquoise et ivoire, avec des draperies rouges et dorées, ainsi qu'un mur de style cyclorama à l'arrière de la scène. Des fontaines flanquaient l'avant-scène. La hauteur de la pièce était soulignée par des panneaux verticaux décorés de chaque côté de l'avant-scène. Les garde-corps étaient en laiton. Il y avait des statues et des bustes grecs sculptés dans des niches murales, tandis que les toilettes et les salles d'attente étaient le style grandiose des cathédrales de l'époque. En plus de l'auditorium, il existait une salle de musique et trois salles de répétition. D'autres pièces exposaient des œuvres d'art, d'autres hébergeaient des salons privés et un salon de thé. Les pièces latérales avaient reçu des noms, comme la salle élisabéthaine, un salon mixte lambrissé de noyer.[réf. nécessaire]
La salle de cinéma abritait l'un des orgues de théâtre les plus majestueux jamais construits par la société Wurlitzer. Conçu pour le célèbre organiste Jesse Crawford, l'orgue était utilisé pour des concerts solos et pour accompagner des films muets. Il comportait 36 rangs de tuyaux en métal et en bois, pesant au total 33 tonnes. Crawford, qui a supervisé la construction et l'installation de l'orgue, fut l'organiste vedette de l'ouverture en 1926 jusqu'en 1933. L'orgue fut utilisé par intermittence tout au long de l'histoire de Paramount par l'organiste George Wright (en) et d'autres organistes de renom. L'« orgue Paramount » connut un tel succès que Fox Studios passa une commande en 1928 pour quatre orgues identiques à installer dans ses cinémas de Détroit, Brooklyn, St. Louis et San Francisco. En 1959, un enregistrement de Richard Leibert (en) jouant de cet orgue Wurlitzer, Sing a Song with Leibert, est produit par Westminster Records.
Outre ses longs métrages, la Paramount commence à accueillir des concerts alors que débutait l'ère du swing. L'orchestre de Glen Gray fut le premier groupe à y jouer la semaine de Noël 1935. Au cours des années suivantes, la Paramount s'affirme comme le principal producteur aux États-Unis, le Paramount accueille alors des artistes tels que Benny Goodman, Jack Benny, Tommy Dorsey, les Andrews Sisters, Ray Herbeck, Harry James, Phil Spitalny, Xavier Cugat, Fred Waring (en), Eddy Duchin (en), Gene Krupa, Augusto Brandt (en), Bill Kenny (en) & The Ink Spots, Glenn Miller et Guy Lombardo. L'utilisation du Paramount par les bands est immortalisée dans la chanson de Barry Manilow de 1994 "Singin' with the Big Bands " de l'album du même nom.
Leo Fuld, Billy Eckstine, Perry Como, Frank Sinatra, Dean Martin et Jerry Lewis s'y sont également produits et y ont connu le succès.
En 1950, Paramount Pictures loué le cinéma à United Paramount Theatres. Dans les années 1950, avec le Paramount Theatre de Brooklyn, c'est le site de spectacles de rock 'n' roll en direct présentés par Alan Freed. C'était également là qu'a lieu la première mondiale de Love Me Tender, le premier film d'Elvis Presley. Des milliers de fans se rassemblent devant le Paramount Building, orné d'une immense photo en carton de Presley, le soir de la première. C'est là aussi que Buddy Holly & The Crickets ont interprété Peggy Sue.
La dernière projection sous la propriété de United Paramount Theatre (UPT) est The Carpetbaggers. L'établissement ferme ses portes le 4 août 1964, sous la propriété de l'UPT, pour être rouvert plus tard cette année-là, le 4 septembre, propriété de Webb and Knapp.
La grande salle est vidée et transformé en espace de vente au détail et en bureaux pour le New York Times. L'arche d'entrée est fermée et le chapiteau retiré. Il ne restait aucune trace de l'établissement, mais en 2000, une grande partie de l'immeuble de bureaux de Broadway est louée par la World Wrestling Federation, qui recrée la célèbre arche et le chapiteau (avec le logo Paramount restauré) et transforme l'espace en WWF New York., un club-restaurant à thème, mais après un litige avec le Fonds mondial pour la nature (dont l'acronyme est aussi WWF) en 2002, le complexe est rebaptisé The World. Après 2003, l'emplacement devient le siège de Hard Rock Cafe, venu de son ancien domicile sur la 57e Rue.[réf. nécessaire]
L'orgue Wurlitzer de la Paramount a été retiré avant la démolition et installé dans le Century II Convention Hall à Wichita, Kansas en 1968. Il est toujours utilisé aujourd'hui pour des concerts et autres événements.[réf. nécessaire]

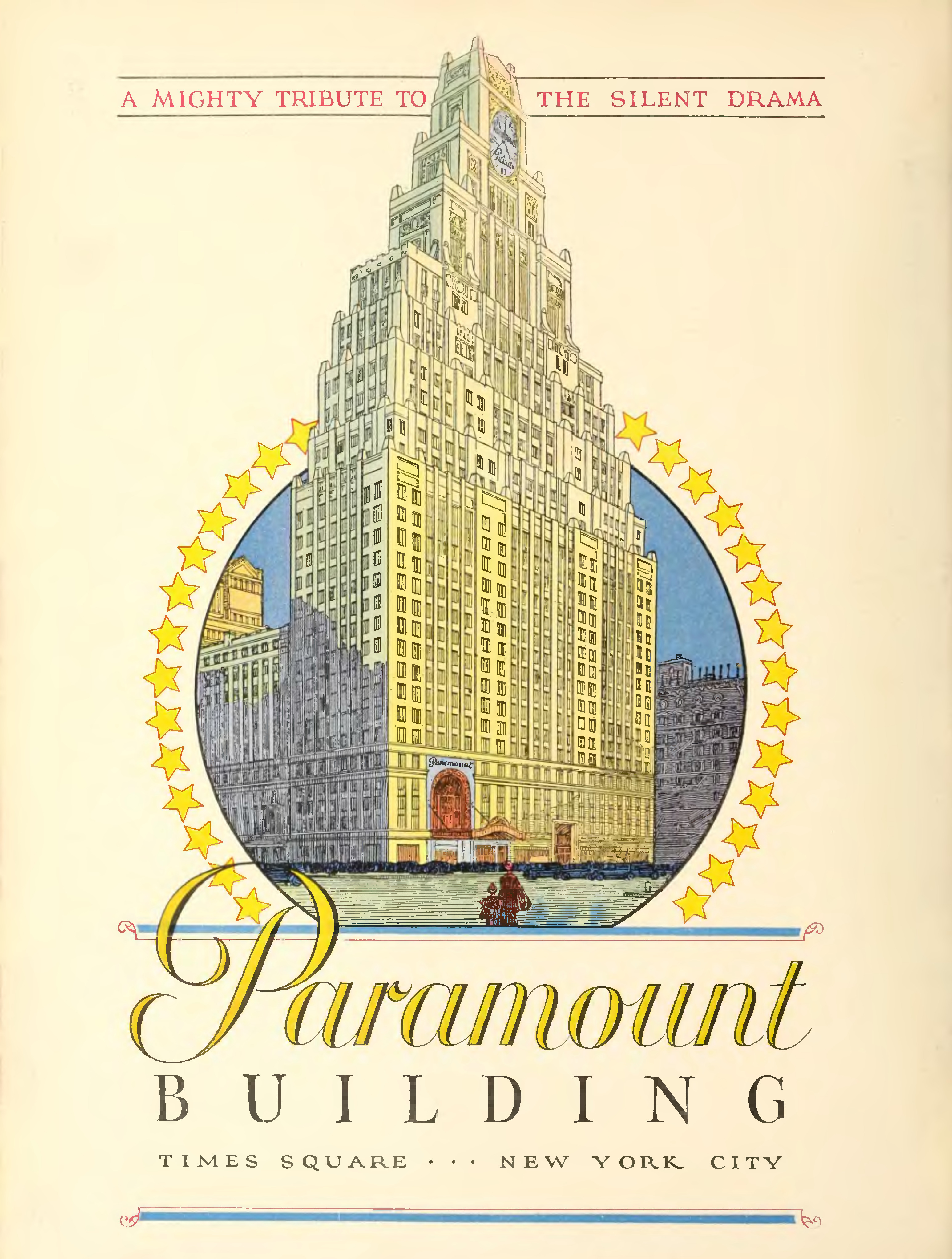
Publicité pour le Paramount Building, avec le Paramount Theatre derrière à gauche (17 avril 1926).
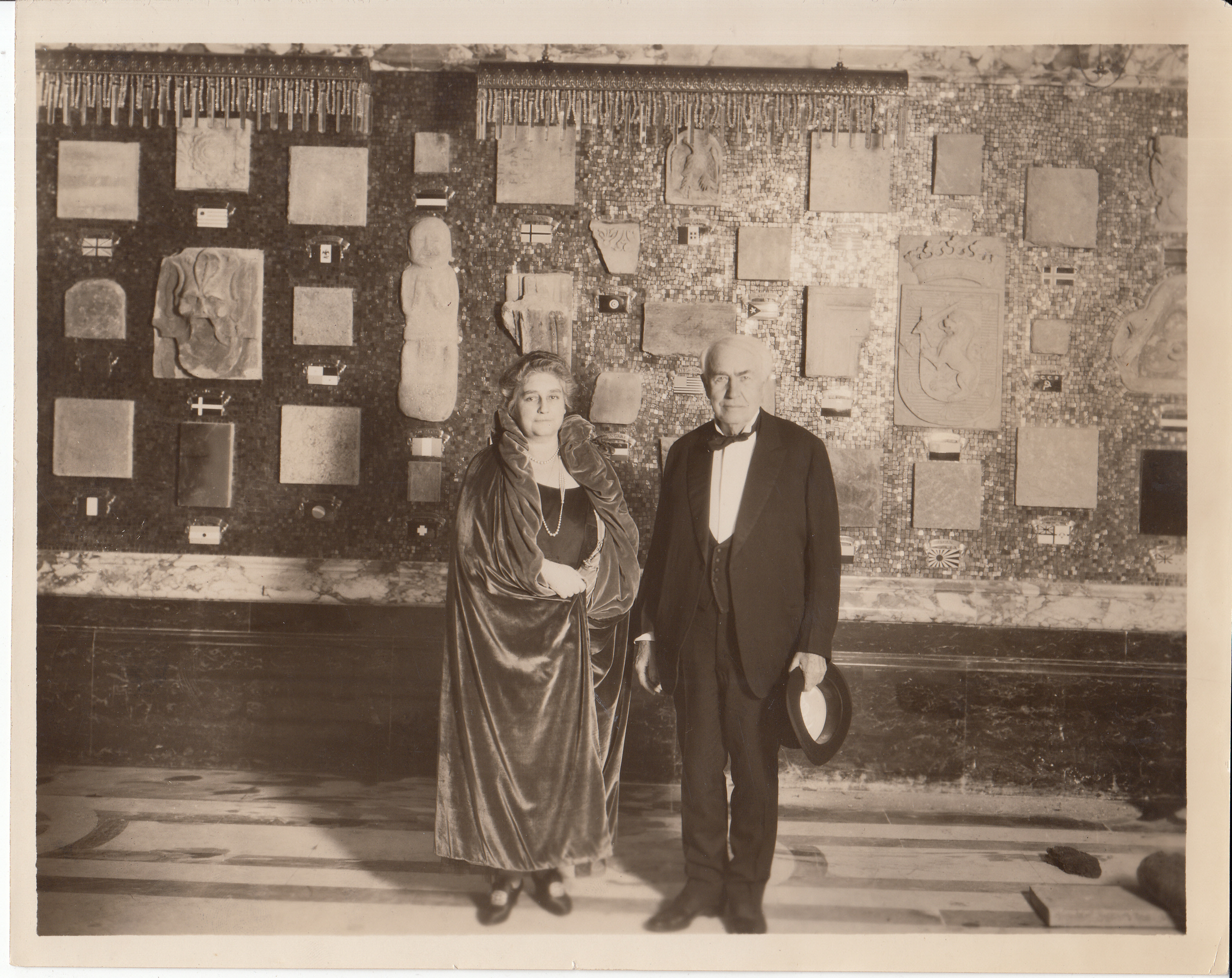
Mina et Thomas Edison à l'ouverture du Paramount Theatre (19 novembre 1926).
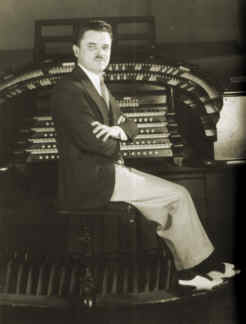
Jesse Crawford et l'orgue Wurlitzer.
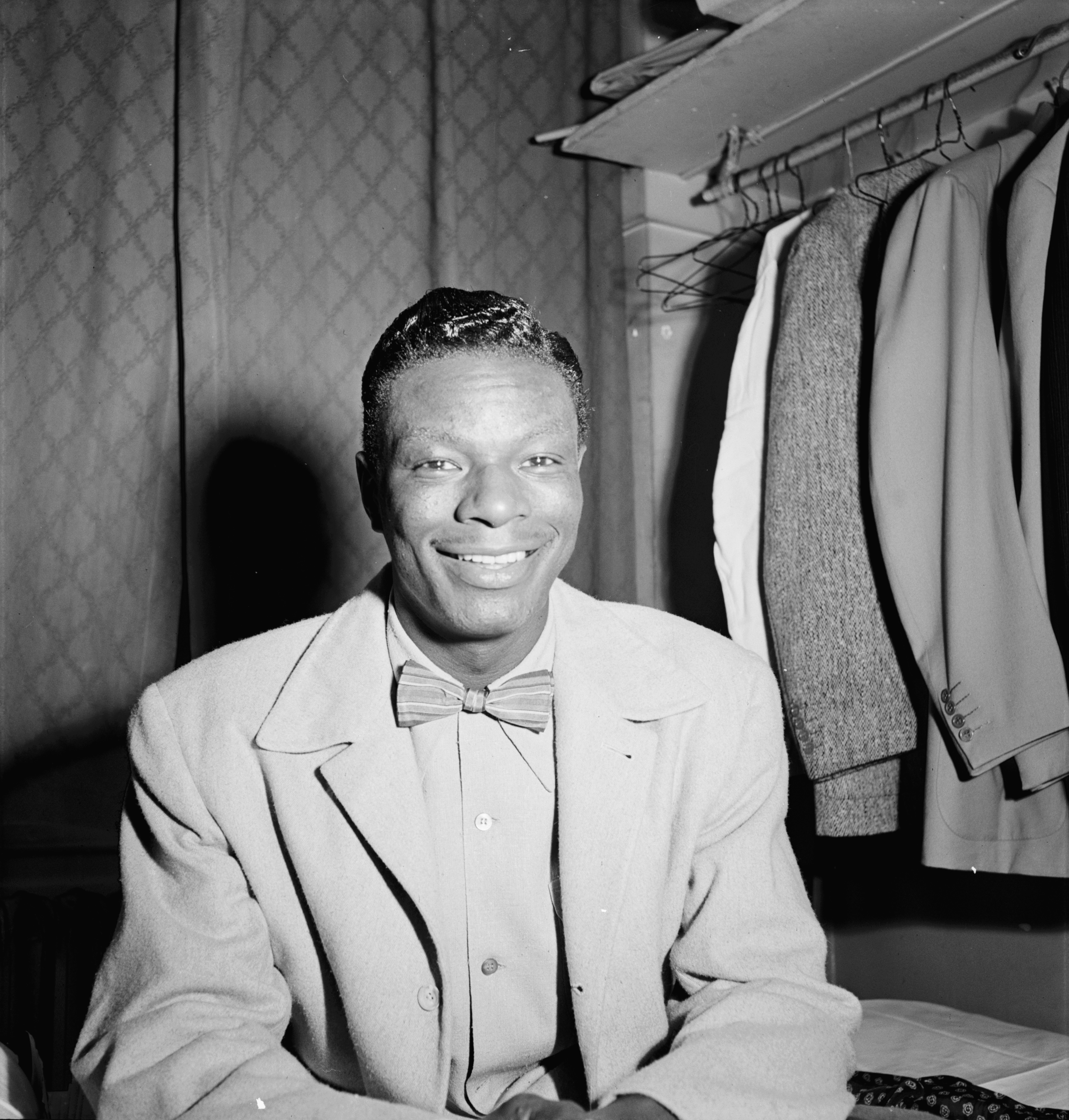
Nat King Cole au Paramount Theater, photographié en novembre 1946 par William P. Gottlieb.